# Françoise Armengaud
Françoise Armengaud (Paris, 16 de setembro de 1948) é uma linguista e filósofa francesa, professora de filosofia da linguagem e de estética da Universidade Paris Nanterre.
Após estudar inglês e filosofia na Universidade Paris 1 Panthéon-Sorbonne e na École normale supérieure de jeunes filles, Armengaud tornou-se professora na Lycée Anne de Bretagne e lecionou lógica na Universidade de Rennes de 1967 a 1990. Seus trabalhos concentram-se basicamente em releituras da filosofia analítica anglo-saxônica e reflexões sobre o aspecto pragmático da linguagem. De modo complementar, ela também pesquisa sobre a representação de animais na arte e na filosofia e sobre a importância do feminismo nos estudos linguísticos.

## Obras
- 1985: La Pragmatique
- 1986: George Edward Moore et la genèse de la philosophie analytique
- 1986: Pierres de vie - Hommage à André Verdet
- 1988: Titres
- 1990: De l'oblitération
- 1992: Bestiaire Cobra: une zoo-anthropologie picturale
- 2000: L'Art d'oblitération - essais sur l'art de Sacha Sosno
- 2001: Anita Tullio : les folles épousailles de la terre et du feu
- 2001: Hautes terres solaires - Les Provences de Verdet
- 2002: Lignes de partage. Littérature/Poésie/Philosophie
- 2003: Du dialogue au texte
- 2003: André Verdet. Du multiple au singulier
- 2003: André Verdet: le pur espace poésie
- 2011: Réflexions sur la condition faite aux animaux
- 2013: Au-delà du seul à seul